# 沈桂
沈桂（1519年—？），字仲木，號萬川，直隸廬州府無為州軍籍浙江湖州府烏程縣人，明朝政治人物。

## 生平
嘉靖三十四年乙卯科（1555年）應天府鄉試第一百九名舉人。嘉靖三十五年（1556年）中式丙辰科會試第一百六十四名，三甲第九十四名進士。兵部观政，授江西鄱阳县知县，四十年调会昌县，四十三年升工部主事，四十五年调湖广承天府通判，隆慶元年致仕。

## 家族
曾祖沈渙；祖父沈安；父沈璋。前母何氏；母何氏。兄椿、弟橋、梓（生员）、朴、桐。